# Friedrich Kugler
Ernst Friedrich Wilhelm Kugler (* 14. April 1810 in Frankfurt am Main; † 11. März 1881 ebenda) war ein Politiker und Richter der Freien Stadt Frankfurt.
Kugler besuchte das Städtische Gymnasium in Frankfurt und studierte Rechtswissenschaften in Gießen und Heidelberg. Nach der Promotion zum Dr. jur. ließ er sich 1833 als Advokat in Frankfurt nieder. Er war einer der sieben vom Senat der Freien Stadt Frankfurt gewählten Appellationsgerichtsräte am Appellationsgericht Frankfurt am Main. Es bildete die zweite Instanz in Zivil- und Strafverfahren nach dem Gesetz über die Gerichtsverfassung der freien Stadt Frankfurt vom 16. September 1856.
Kugler gehörte dem Gesetzgebenden Körper von 1841 bis 1849, von 1854 bis 1857 und von 1860 bis 1866 an. Weiterhin war er von 1843 bis 1857 Mitglied der Ständigen Bürgerrepräsentation. Im Rahmen der Märzrevolution wurde er am 24. August 1848 in den dreißigköpfigen Verfassungsausschuss der Stadt gewählt. Bei der folgenden Wahl am 25. Oktober 1848 wurde er in die Constituierende Versammlung der Freien Stadt Frankfurt gewählt. Er stand der Kammer bis zum 14. Mai 1849 als Parlamentspräsident vor, danach war Nicolaus Hadermann Präsident. 1848 war er Mitglied des Vorparlaments.
Nach der Annexion Frankfurts durch Preußen 1866 vertrat er von 1867 bis 1869 und von 1870 bis 1871 die Stadt im preußischen Landtag.
Kuglers Schwager war der letzte Bürgermeister der Freien Stadt, Karl Konstanz Viktor Fellner.